# La Sainte Famille (film, 1973)
Ne doit pas être confondu avec Fragment d'un film-aumône ou La Sainte Famille (film, 2019).
Pour plus de détails, voir Fiche technique et Distribution.
La Sainte Famille est un film franco-suisse réalisé par Pierre Koralnik, sorti en 1973.

## Synopsis
Un couple de prédicateurs douteux arrivent dans un village et parviennent à emprunter de l'argent aux habitants. Peu à peu, les choses dégénèrent.

## Fiche technique
- Titre : La Sainte Famille
- Titre alternatif : La Chasse au diable[1]
- Réalisation : Pierre Koralnik, assisté de Rolf Lyssy
- Scénario : Pierre Koralnik et Frantz-André Burguet
- Photographie : Sacha Vierny
- Musique : Éric Demarsan
- Production : Clavis Films[2], Sunchild productions
- Pays de production :  France,  Suisse
- Format : couleur - Mono
- Genre : drame
- Durée : 94 minutes
- Date de sortie : 13 avril 1973

## Distribution
- Ingrid Thulin : Maria
- Michel Bouquet : Storm
- Stéphane Fléchet : Theresa
- Gudrun Tempel : Christina

## Inspiration
Le film s'inspire en partie d'un fait divers, l'affaire Bernadette Hasler, jeune fille de 17 ans, qui, en 1966, fut torturée dans le village suisse de Ringwil, par six personnes au prétexte qu'elle était possédée par le diable.

## Festivals
- 1973 : prix des Journées de Soleure[5]